# Оскар Суворовський
ТРЦ «Оскар Суворовский» — торгівельно-розважальний центр у Херсоні, розташований на вулиці Європейській. 
Загальна площа ТРЦ становить 52 000 м² (Gross Building Area), а планована придатна для оренди площа (Gross Leasable Area) будівлі — 32 000 м².

## Історія
Будівництво ТРЦ «Оскар Суворовский» розпочалося у 2011 році. Відкриття планувалося на грудень 2011 року, а завершення проекту — на квітень 2012 року. У ТРЦ планували збудувати басейн.
Під час будівництва місцеві ЗМІ порушували питання законності та безпечності конструкції.
31 березня 2012 року торгівельно-розважальний центр офіційно відкрили, запустивши першу чергу, до якої увійшли такі магазини як: гіпермаркет «Oskar», дитячий супермаркет «BabyБУМ», магазин стильних аксесуарів «Bags etc», парфумерний бутік «Л'Этуаль» (який був зачинений під час відкриття), магазин мобільного зв'язку «Алло», магазин зоотоварів «Зоосвіт», ювелірний салон, ресторан «SoloPizza», автомийка у підземному паркінгу та кафе-бар.
У першій половині 2012 року місцеві ЗМІ звернули увагу на просідання ґрунту навколо ТРЦ. Це явище пов’язували з неможливістю відкриття інших поверхів.
З моменту відкриття ТРЦ «Оскар Суворовский» інші поверхи так і не почали функціонувати. До початку повномасштабного вторгнення працював лише перший поверх, який містив невелику кількість торговельних приміщень.
Сьогодні у Херсоні функціонує однойменний ТРЦ «Оскар», розташований на вулиці 49-ї Гвардійської Дивізії, будівля 24.